# Zonteco
Zonteco är en ort i Mexiko.   Den ligger i kommunen Huajicori och delstaten Nayarit, i den centrala delen av landet, 700 km nordväst om huvudstaden Mexico City. Zonteco ligger 108 meter över havet och antalet invånare är 182.
Terrängen runt Zonteco är huvudsakligen kuperad, men söderut är den platt. Runt Zonteco är det mycket glesbefolkat, med 4 invånare per kvadratkilometer. Närmaste större samhälle är Huajicori, 6,8 km söder om Zonteco. I omgivningarna runt Zonteco växer i huvudsak lövfällande lövskog.